# Alfonso Carinci
Alfonso Carinci (ur. 9 listopada 1862 w Rzymie, zm. 5 grudnia 1963 tamże) – włoski duchowny katolicki, urzędnik Kurii Rzymskiej.

## Życiorys
Święcenia kapłańskie otrzymał 19 grudnia 1885 roku. W latach 1911–1930 rektor Collegio Capranica w Wiecznym Mieście. Od 3 kwietnia 1930 był sekretarzem Kongregacji ds. Obrzędów. Zajmował się tam m.in. sprawami kanonizacyjnymi.
15 grudnia 1945 papież Pius XII mianował go arcybiskupem tytularnym Seleucia in Isauria. Sakry udzielił mu jego zwierzchnik w kongregacji kard. Carlo Salotti. W roku 1948 został członkiem komisji centralnej przygotowującej obchody Roku Świętego 1950. Udzielił święceń kapłańskich przyszłym kardynałom Adolfo Antonio Suárezowi Riverze i Darío Castrillónowi Hoyos.
Od śmierci w październiku 1957 rodaka, biskupa Francesca d’Errico był najstarszym żyjącym katolickim hierarchą.
Na emeryturę przeszedł 5 stycznia 1960 roku.
Jako ośmioletni ministrant był świadkiem obrad soboru watykańskiego I. Podczas otwarcia pierwszej sesji soboru watykańskiego II był najstarszym jego uczestnikiem. Zmarł w trakcie trwania sesji drugiej.
Dziennik New York Times z 7 grudnia 1963 spekulował, że Pius XII chciał wynieść Carinciego do godności kardynalskiej w roku 1945. Ten jednak miał odmówić z powodu zaawansowanego wieku. W tym czasie otrzymał jednak nominację biskupią, którą przyjął.